# Gummivena potorooi
Gummivena potorooi är en svampart som beskrevs av Trappe & Bougher 2002. Gummivena potorooi ingår i släktet Gummivena och familjen Mesophelliaceae.   Inga underarter finns listade i Catalogue of Life.